# Cova de Shuqba
La Cova de Shuqba és un jaciment arqueològic que es troba a prop de la ciutat homònima de Shuqba, a Cisjordània, en la governació de Ramal·lah i al-Bireh, a Palestina.
El 2013, la cova, juntament amb el proper Uadi Natuf, s'inclogueren en la llista indicativa del Patrimoni de la Humanitat de la Unesco.

## Ubicació
La Cova de Shuqba és ubicada a la riba nord del riu Natuf. Aquest uadi és a un quilòmetre al sud de la ciutat de Shuqba, i flueix en direcció a l'oest, cap a la plana litoral de Xefela. La ciutat és a 28 km al nord-oest de Jerusalem. Aquesta àrea és a la rodalia de les muntanyes de Judea.

## Història de l'exploració
El jaciment, el va investigar breument el 1924 el religiós Alexis Mallon, que va suggerir que l'Escola Britànica d'Arqueologia de Jerusalem s'encarregàs d'excavar la cova. Durant un temps, Dorothy Garrod, amb un equip de treballadors palestins, en feu una rasa a la cambra central, així com un petit sondeig a la cambra III. Va identificar una seqüència arqueològica que incloïa una capa "Levallois-Mosterià" tardana. També incloïa una capa mesolítica que després denominà "natufià" (perquè era al uadi Natuf). Era la primera vegada que es trobava una capa natufiana com a part d'un dipòsit estratificat. Aquesta capa contenia restes de carbó vegetal i una indústria d'eines microlítiques desconeguda fins aleshores, caracteritzada per lunats en forma de mitja lluna. La cultura natufiana es va estendre per l'Orient Pròxim entre 10800 i 8300 abans de la nostra era.
L'equip de Dorothy Garrod hi va trobar objectes d'os treballat. En la fauna predominava per la gasela i incloïa també el gos domèstic. Les restes de 45 esquelets humans, en la seua majoria fragmentaris, permeteren comprendre una sèrie de pràctiques mortuòries distintives. Més tard, altres recerques han identificat el que semblen ser restes neandertals, juntament amb eines de talla Levallois nubianes que anteriorment es creien específiques de l'Homo sapiens.

## Jaciments relacionats
La Cova de Shuqba forma part de l'entorn prehistòric més ampli del uadi Natuf. Tot i que la major part del material lític de la zona d'estudi en 1 km al voltant, al llarg de la riba nord del uadi, es concentra en redós de la cova, s'han trobat llesques de pedra en una terrassa natural a 200 m al sud de la cova. La recollida en superfície indica que aquest material prové de la cova i dels enderrocs del 1928, la major part dels quals han estat arrossegats turó avall. Hui hi és visible una terrassa, però es va construir pels conreus agrícoles moderns.

## Fets recents
El 2013, la zona s'inclogué en la llista indicativa de la UNESCO per a la seua possible designació com a Patrimoni de la Humanitat.(2)
El uadi Natuf i la Cova de Shuqba es troben a hores d'ara amenaçats per la construcció de carreteres, la descomposició, la manca de protecció, i per l'abocament massiu de fem.
Les autoritats de l'estat israelià han construït una enorme carretera de circumval·lació a través del uadi Natuf per a connectar els assentaments il·legals israelians. També han construït una rampa d'eixida de la carretera de circumval·lació perquè els camions d'escombraries aboquen residus contaminants a la vall. A més a més, els israelians construïren un mur per a separar la cova del proper llogaret palestí de Shuqba.
Una dent fossilitzada trobada a la Cova de Shuqba és la prova més clara de la presència de neandertals.